# Las Flechas
Las Flechas es una localidad del estado mexicano de Chiapas. Es parte del municipio de Chiapa de Corzo.

## Demografía
| Gráfica de evolución demográfica |
|                                  |

| Censo | Población |
| ----- | --------- |
| 1950  | 540       |
| 1960  | 413       |
| 1970  | 626       |
| 1980  | 596       |
| 1990  | 862       |
| 2000  | 1 358     |
| 2010  | 1 579     |
| 2020  | 1 659     |